# Wout Leemans
Wout Leemans (11 december 2001) is een Belgisch basketballer.

## Carrière
Leemans speelde in de jeugd van BBC Geel, Vabco Basket Mol, Cuva Houthalen en Limburg United. Bij deze laatste ging hij spelen voor de tweede ploeg na de fusie van Houthalen met Limburg uitkomend in de tweede klasse. In het seizoen 2020/21 maakte hij zijn debuut voor de eerste ploeg en speelde twaalf wedstrijden mee. Het volgende seizoen speelde hij maar vijf wedstrijden, hij won met Limburg de beker van België. In 2022 tekende hij bij voor twee seizoenen bij Limburg.

## Erelijst
- Belgisch bekerwinnaar: 2022, 2024